# ولیکستان
ولیکستان، روستایی است از توابع بخش مرکزی شهرستان عباس آباد در استان مازندران ایران.

## جمعیت
این روستا در دهستان لنگارود غربی قرار دارد و براساس سرشماری مرکز آمار ایران در سال ۱۳۹۵، جمعیت آن ۵۶۷ نفر (۱۷۸خانوار) بوده‌است. مردم ولیکستان از قومیت طبری هستند مردم ولیکستان به زبان طبری (مازندرانی) سخن می‌گویند.